# Antonio Veyán y Monteagudo (obraz Goi)

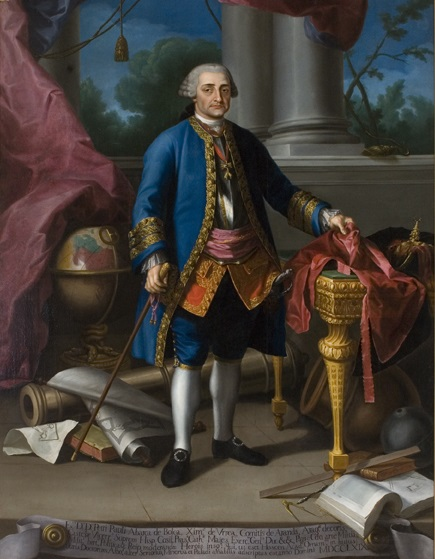
Hrabia Pedro de Aranda, Ramón Bayeu, ok. 1769

Antonio Veyán y Monteagudo – obraz olejny hiszpańskiego malarza Francisca Goi (1746–1828). Portret przedstawia aragońskiego sędziego Antonia Veyána y Monteagudo (1710–1784).

## Okoliczności powstania
Antonio Veyán y Monteagudo pochodził z zamożnej rodziny z prowincji Huesca w Aragonii. Studiował prawo świeckie i kanonicze w tamtejszym Colegio Mayor de San Vicente. W latach 1733–1748 zajmował różne stanowiska na Uniwersytecie Sertoriańskim w Huesce. Jego kariera uniwersytecka i polityczna szybko się rozwijała, należał do oświeceniowej szlachty aragońskiej zajmującej wysokie stanowiska w krajowych instytucjach.
Portret został zamówiony przez Uniwersytet Sertoriański z przeznaczeniem do sali konferencyjnej, z okazji mianowania Veyána członkiem Rady Kastylii 14 maja 1782. Początkowo uczelnia chciała, aby jego portret wykonał miejscowy artysta Luis Muñoz. Ponieważ Antonio Veyán przebywał w Madrycie i sprowadzenie go do Aragonii w celu wykonania portretu było zbyt drogie, uczelnia zwróciła się do przebywającego na dworze Jaime de Salas o polecenie nadwornego malarza „nie największej sławy”. De Salas zlecił wykonanie obrazu Goi, aragońskiemu malarzowi, którego kariera na dworze dopiero się zaczynała. Był to jeden z pierwszych portretów wykonanych przez Goyę na zamówienie i pierwszy portret całopostaciowy. Został namalowany w Madrycie w październiku 1782, Goya otrzymał za niego 35 dublonów sencillo.

## Opis obrazu
Ponieważ zleceniodawcą był Uniwersytet Sertoriański, Goya musiał nadać portretowi poważny i uroczysty charakter, aby odzwierciedlić autorytet i prestiż uczelni. Antonio Veyán został przedstawiony w centrum kompozycji, w całej postaci, niemal naturalnej wielkości. Ma na sobie czarną togę, biały kołnierz sędziego i perukę. W prawej dłoni trzyma dokument z podpisem malarza, a lewą podtrzymuje fałdy togi. Po lewej stronie, w tle kompozycji widoczny jest stół przykryty zielonym materiałem, na którym leżą dokumenty i przybory piśmiennicze. Po prawej stronie stoi tapicerowane krzesło w tym samym kolorze. Wielka zasłona służy za tło domowego wnętrza. Za otwartym oknem widać krajobraz z drzewami utrzymany w rokokowej kolorystyce, podłoga jest utrzymana w odcieniach czerwieni i brązu.
Według Xaviera Braya ten wczesny portret Goi charakteryzuje pewna niezdarność podobnie jak w przypadku Hrabiego Floridablanki z tego samego okresu. Postać jest sztywna, a jej twarz „tekturowa” – Goya przywiązuje większą uwagę do statusu społecznego niż charakteru postaci. Możliwe, że inspirował się modnymi w tym czasie portretami takimi jak pełen alegorycznych przedmiotów Hrabia Pedro de Aranda Ramóna Bayeu.
Kompozycja jest zbliżona do Portretu José de Cistué y Colla, również zamówionego przez Uniwersytet w Huesce. Podobne są także postura postaci i użycie światła. Możliwe, że te dwa portrety miały wisieć obok siebie, ponieważ mają dokładnie takie same wymiary.

## Proweniencja
Obraz był przechowywany przez Instituto de Segunda Enseñanza, który zajął siedzibę zamkniętego w 1845 Uniwersytetu Sertoriańskiego. W 1967 portret włączono do zbiorów regionalnego Museo de Huesca, które przeniesiono do budynku dawnego uniwersytetu. W latach 1987–1989 obraz został odrestaurowany w warsztacie Muzeum Prado.